# Millington (Tennessee)
Millington es una ciudad ubicada en el condado de Shelby en el estado estadounidense de Tennessee. En el Censo de 2010 tenía una población de 10.176 habitantes y una densidad poblacional de 123,74 personas por km².

## Geografía
Millington se encuentra ubicada en las coordenadas 35°20′9″N 89°53′20″O / 35.33583, -89.88889. Según la Oficina del Censo de los Estados Unidos, Millington tiene una superficie total de 82.23 km², de la cual 81.93 km² corresponden a tierra firme y (0.37%) 0.31 km² es agua.

## Demografía
Según el censo de 2010, había 10.176 personas residiendo en Millington. La densidad de población era de 123,74 hab./km². De los 10.176 habitantes, Millington estaba compuesto por el 0.07% blancos, el 0.03% eran afroamericanos, el 0.61% eran amerindios, el 2.37% eran asiáticos, el 0.19% eran isleños del Pacífico, el 2.83% eran de otras razas y el 3.13% pertenecían a dos o más razas. Del total de la población el 5.9% eran hispanos o latinos de cualquier raza.